# Убейдский период
Убе́йдский период или Убе́йд (иногда — Убейдская культура) — археологическая фаза (реже — культура) в развитии материальной культуры Месопотамии и ряда смежных областей Передней Азии (Восточное Средиземноморье, Иран, Аравия) и Закавказья, в основном соответствующая энеолиту. В общих чертах датируется 6-м — началом 4-го тысячелетия до н. э., но длительность различалась по регионам. Название — по памятнику Телль-эль-Убейд в Южном Ираке, где были впервые обнаружены типичные находки убейдского стиля. Древнейшая известная культура «колыбели цивилизации» — Южной Месопотамии, где сформировалась под сильным влиянием самаррской культуры. На пике развития охватила всю Месопотамию и оказала мощное влияние на соседние общества, породив цепь схожих по облику культур на огромной территории (феномен убейдской «ойкумены»). Убейд называют «фундаментом» месопотамской цивилизации: в это время возникли поселения на месте древнейших городов Шумера (Ур, Урук, Лагаш и др.), первые храмы и протогорода. Крупнейшим убейдским поселением на коренной территории был Эреду́ — первая, согласно шумерским легендам, столица «царственности» после прибытия людей с райского острова Ди́льмун.

## История открытия
В конце 1910-х гг. осколки неизвестной ранее керамики отметили британские археологи (Р. Кэмпбелл Томпсон и Г. Р. Холл) при обследовании теллей Абу-Шахрейн и Эль-Убейд в Южном Ираке. В 1920-е годы Леонард Вулли провёл раскопки Телль-эль-Убейда и установил археологический контекст этих находок; полученные данные он дополнил одновременными раскопками в Уре, что позволило выделить новый, убейдский период доистории Месопотамии. Раскопки германских археологов в Хаджи-Мухаммеде (1930-е годы), Сетона Ллойда и Фуада Сафара в Эреду (1940-е годы) выявили еще более архаичные одноимённые традиции Южного Ирака; в середине XX века Джоан Оутс свела их к фазам единой традиции (Убейд 1-4). В 1970-е—1980-е годы эта схема была дополнена раскопками в Телль-эль-Уэйли, хамринском регионе и Восточной Аравии и др., на основании которых была выделена фаза Уэйли (Убейд 0) и переходный к Уруку этап Убейд 5.

## Датировка и периодизация
Согласно хронологии ASPRO на коренной территории Убейда (Южная Месопотамия) его примерные временны́е рамки охватывают 6-е — начало 4-го тысячелетия до н. э.; при этом ранние убейдские фазы там синхронны поздненеолитическим культурам Северной Месопотамии (Хассуна-Самарра, Халаф). В других областях убейдская фаза началась гораздо позже и длилась меньше; конкретные рамки варьируют в зависимости от региона. В классическом южномесопотамском варианте убейдская традиция подразделяется на несколько фаз (в прежних публикациях — отдельных культур):
- Убейд 0 = фаза Уэйли;
- Убейд 1 = фаза Эреду;
- Убейд 2 = фаза Хаджи-Мухаммед;
- Убейд 3 и 4 = стандартный и поздний Убейд;
- Убейд 5 — переходная к Уруку фаза.

В настоящее время остаётся открытым вопрос об обстоятельствах и времени заселения Южной Месопотамии и возможности обнаружения там следов более раннего — доубейдского населения. Археологическим исследованиям в этом направлении мешает необычайно мощный слой речных наносов и высокий уровень грунтовых вод.

## Характеристика

### Материальная культура
Важнейшей отличительной чертой Убейда является его керамика — расписная, монохромная, цвета буйволовой кожи или других оттенков (в зависимости от температуры обжига). Росписи наносились черной краской, но их цвет в итоге варьировал от чёрного до коричневатого, фиолетового и тёмно-зеленого; орнамент геометрический, реже — растительный. К признакам убейдской культуры относятся также специфические статуэтки — стоячие, рептилиобразной формы, как правило женские, в единичных случаях — мужские; большинство их обнаружено в погребениях Ура и Эреду. Сами погребения — трупоположения в грунтовых ямах или цистах прямоугольной формы; поза умершего нетипична для Месопотамии предшествующего и последующего времени — вытянутая, на спине. Ещё одним признаком культуры являются изогнутые глиняные «гвозди» — объекты неясного назначения (возможно, тёрочники). Несмотря на энеолит, находки медных изделий для Убейда — исключительная редкость и относятся лишь к самому концу периода.
Основой экономики было ирригационное земледелие, о бурном развитии которого свидетельствуют многочисленные находки глиняных серпов (очерчивают берега древних оросительных каналов). Помимо этого убейдцы занимались ремеслом, рыболовством и охотой — в том числе с помощью собак породы салюки, которых иногда хоронили с людьми.
Убейдские постройки — хижины из тростника или сырца (иногда в сочетании); наиболее полно изучены крупные здания — предположительно святилища или многофункциональные общественные постройки. Крупнейшее сооружение такого рода — храм в Эреду; на протяжении фаз Убейд 1-4 он эволюционировал от незначительной «часовни» до крупного святилища законченного облика, характерного для месопотамских храмов исторической эпохи. Особенностью убейдской архитектуры был трёхчастный план построек — организованный вокруг крупного центрального помещения; эта традиция была воспринята и последующими культурами Месопотамии. Крупные постройки, как правило, находились в центре поселений, но план последних зачастую неясен. Размеры убейдских поселений разнообразны — от мелких деревень и хуторов в один-два дома (хамринские памятники) до крупных центров или даже протогородов (Эреду), оценки площади которых ненадёжны. В последнем случае речь могла идти о центрах формировавшихся территориальных общин («номов») — предшественников исторических городов-государств Месопотамии. Косвенными свидетельствами этой централизации служит рост храмов и обустройство крупных могильников (особенно в Эреду).
Зародившись в Южной Месопотамии убейдская традиция оказала мощное влияние на соседние регионы. В Северной Месопотамии аккультурации подверглись местные халафские общины, что породило смешанную культуру Северного Убейда. Похожие традиции возникли в Эламе (Сузы А), Леванте и других регионах; в свою очередь они перенесли часть убейдского влияния дальше. В итоге сформировалась беспрецедентная по масштабам зона взаимодействий — убейдская «ойкумена», охватившая многие регионы Ближнего и Среднего Востока. Такая специфика побуждает исследователей избегать трактовки Убейда как традиционной археологической культуры, предпочитая использовать другие термины («феномен», «стратиграфический стиль» и т. д.).
Завершение убейдской эпохи связано со значительными изменениями в материальной культуре Южной Месопотамии — введением гончарного круга (и опосредованно — колеса), стандартизацией керамики, распространением нерасписной посуды, кардинальным изменением в погребальном обряде, появлением оружия в захоронениях и т. д. В трудах начала XX века эти изменения связывались с гипотетическим приходом нового населения — шуме́ров.

### Общество
Убейдские памятники не содержат надёжных свидетельств обособившейся элиты, нет явных изображений лидеров, не обнаружены погребения кардинально выделяющиеся богатством инвентаря. В целом, показатели социального ранжирования в материальной культуре смазаны. Предполагается, что общества ранних убейдских фаз по своей структуре напоминали эгалитарные доисторические коллективы Ближнего Востока, реконструируемые на основе большинства памятников Сирии, Палестины, Северного Ирака и др.; их организации приписывается доминирование горизонтальных связей и ведущая роль родовых отношений — включая старшинство и положение в системе родства.
В эпоху зрелых убейдских фаз происходило усложнение социальной структуры, однако содержание и подробности этого процесса неясны. Учитывая развитие культовых построек в то время и данные последующих эпох, предполагается, что административные функции постепенно сосредотачивались в ведении храмов, действовавших от имени божеств: известно, что древнейшие титулы правителей Месопотамии (эн, энси) имели жреческое происхождение; важную роль должны были играть и традиционные общинные институты — народное собрание, совет старейшин (сохранились до исторической эпохи). Фракционные погребения из могильника Эреду могут служить свидетельством военных столкновений; на рост социальной напряженности и начало обособления элиты могут указывать находки оружия, в том числе из меди, относящиеся к самому концу периода.

### Этническая принадлежность
Ранние исследователи (Г. Холл, Л. Вулли и др.) стремились соотнести материальную культуру Убейда с одним из двух известных древнейших народов Южной Месопотамии — шумерами или аккадцами (восточными семитами). Резкие изменения в материальной культуре при переходе от Убейда к Уруку могли указывать на смену населения. Учитывая, что в урукский период появляются первые образцы письменности, создание которой связывается с шумерами, возникла традиционная точка зрения о прибытии шумеров откуда-то извне в самом начале урукской эпохи. В середине XX в. труды Дж. Оутс и последующие находки фазы Убейд 5 показали, что переход между Убейдом и Уруком не был столь резким и что предпосылки многих изменений вызревали достаточно давно; однако издававшиеся параллельно работы лингвистов (Э. А. Шпейзер, Б. Ландсбергер) сформировали гипотезу «дошумерского субстрата», которую другие исследователи (С. Н. Крамер и др.) попытались соотнести с данными археологии. В результате этого появилась гипотеза, соотносящая убейдцев с так называемыми прототигридским (или «банановым») языковым пластом дошумерского субстрата, представленная в работах С. Н. Крамера, И. Гельба и И. М. Дьяконова. Население Месопотамии, говорившее на этих языках, в этих трудах иногда именуют субареями. В последующее время субстратные гипотезы подверглись существенной критике. В то же время, учитывая сложную основу, на которой мог сформироваться Убейд и множество локальных вариантов его материальной культуры, современные исследователи склонны видеть в Убейде полиэтничную общность (включавшую даже предков исторических шумеров).

## Северный Убейд
Мощное культурное влияние Убейда на халафские общины Северной Месопотамии породило смешанную традицию Северного Убейда. Слои этой культы содержатся на памятниках: Тепе-Гавра, Телль-Кашкашок, Телль-Брак, Телль Хазна l и др. В облике Северного Убейда сочетаются халафские и убейдские черты.

## Убейд за пределами Месопотамии
Влияние Убейда распространилось широко за пределы Месопотамии, породив феномен своеобразной «ойкумены». Ближайшим к Южной Месопотамии районом, схожим по природным условиям является Элам (Сузиана), где сформировалась очень похожая культура Сузы А. Имеются предположения о влиянии Убейда на другие культуры Ближнего Востока, включая его окраины (майкопская и лейлатепинская культуры).